# Christopher de Leon
Christopher Strauss de Leon (Manilla, 17 oktober 1956) is een van de bekendste en meest onderscheiden Filipijnse acteurs. De Leon speelde sinds het begin van zijn carrière in de jaren zeventig in ruim 120 films en won 16 filmprijzen, waaronder vijfmaal de FAMAS Award voor beste acteur.
De Leon begon zijn carrière met bijrollen in films als 'Kapag Puso’y Sinugatan'. Zijn echte doorbraak kwam met zijn rol als Junior in de film 'Tinimbang ka ngunit kulang' van regisseur Lino Brocka. Hij won voor deze rol zijn eerste FAMAS Award voor beste acteur.
In de loop der jaren speelde hij hoofdrollen in vele bekende Filipijnse films, zoals 'Banaue', 'Tag-ulan sa Tag-araw', 'Tatlong Taong Walang Diyos', 'Ganito Kami Noon Paano Kayo Ngayon', 'Masarap Masakit ang Umibig', 'Lagi Na Lang Ba Akong Babae', 'Ang Alamat ni Julian Makabayan', 'Taga sa Panahon', 'Aguila', 'Relasyon', 'Broken Marriage', 'My Other Woman', 'Maging Akin Ka Lamang', 'Imortal' en 'Madrasta'.
Naast zijn acteerwerk in films was De Leon ook te zien op de televisie en regisseerde hij enkele films.

## Filmografie
- Magkaibigan (2008)
- When Love Begins (2008)
- Banal (2008)
- Faces of Love (2007)
- Tulay (2006)
- Nasaan si Francis (2006)
- Blue Moon (2006)
- Anak ni Brocka (2005)
- Mano po III: My love (2004)
- Mano po 2: My home (2003)
- Pangarap ko ang ibigin ka (2003)
- Sana'y ikaw na nga (2003)
- Dekada '70 (2002)
- Magkapatid (2002)
- Mahal kita: Final answer! (2002)
- Sugatang puso (2001)
- American Adobo (2001)
- Alas-dose (2001)
- Yakapin mo ang umaga (2000)
- Ika-13 kapitulo (2000)
- Tunay na mahal (2000)
- Pedro Penduko, Episode II: The Return of the Comeback (2000)
- Bulaklak ng Maynila (1999)
- Higit pa sa buhay ko (1999)
- Wansapanataym: The Movie (1999)
- Katawan (1999)
- Sambahin ang ngalan mo (1998)
- Pahiram kahit sandali (1998)
- Ama namin (1998)
- Halik (1998)
- Tumutol man ang tadhana (1998)
- Nasaan ang puso (1997)
- Hanggang ngayon ika'y minamahal (1997)
- Madrasta (1996)
- Wanted: Perfect Mother (1996)
- Sa aking mga kamay (1996)
- Eskapo (1995)
- Sa ngalan ng pag-ibig (1995)
- Paano na? Sa mundo ni Janet (1994)
- Nag-iisang bituin (1994)
- Bakit ngayon ka lang? (1994)
- Vampira (1994)
- Kung mawawala ka pa (1993)
- Gaano kita kamahal (1993)
- Dahil mahal kita (1993)
- Hiram na mukha (1992)
- Mahal kita walang iba (1992)
- Makiusap ka sa Diyos (1991)
- Kislap sa dilim (1991)
- Dinampot ka lang sa putik (1991)
- Huwag mong salingin ang sugat ko (1991)
- Ipagpatawad mo (1991)
- Ang leon at ang Kuting (1991)
- Biktima (1990)
- Gumapang ka sa lusak (1990)
- Higit na matimbang ang dugo (1990)
- My Other Woman (1990)
- Imortal (1989)
- Babangon ako't dudurugin kita (1989)
- Bakit iisa lamang ang puso (1989)
- Magkano ang iyong dangal (1989)
- Tatlong mukha ng pag-ibig (1988)
- Kapag napagod ang puso (1988)
- Maging akin ka lamang (1987)
- Walang karugtong ang nakaraan (1987)
- Ayokong tumungtong sa lupa (1987)
- I Love You Mama, I Love You Papa (1986)
- Huwag mo kaming isumpa (1986)
- Magdusa ka! (1986)
- God Saves Me (1985)
- Beloved (1985)
- Hindi nahahati ang langit (1985)
- Bituing walang ningning (1985)
- Kay dali ng kahapon, ang bagal ng bukas (1985)
- Kailan sasabihing mahal kita (1985)
- Kung mahawi man ang ulap (1984)
- Minsan pa nating hagkan ang nakaraan (1984)
- Broken Marriage (1983)
- Bad bananas sa puting tabing (1983)
- Sugat sa ugat (1983)
- Paano ba ang mangarap? (1983)
- Haplos (1982)
- Cain at Abel (1982)
- Relasyon (1982)
- Sinasamba kita (1982)
- Anak (1982)
- No Other Love (1982)
- Tinimbang ang langit (1982)
- I Confess (1981)
- Kamakalawa (1981)
- Pakawalan mo ako (1981)
- Aguila (1980)
- Taga sa panahon (1980)
- Kung ako'y iiwan mo (1980)
- Iwahig (1980)
- Kakabakaba ka ba? (1980)
- Pinay, American Style (1980)
- Kasal? (1980)
- Ang Alamat ni Julian Makabayan (1979)
- Kasal-kasalan, bahay-bahayan (1979)
- Isang milyong at isang kasalanan (1979)
- Bakit may pag-ibig pa? (1979)
- Darna, kuno? (1979)
- Magkaribal (1979)
- Garrote: Jai alai king (1978)
- Ikaw ay akin (1978)
- Disco Fever (1978/II)
- Lagi na lamang ba akong babae? (1978)
- Sapagkat kami'y tao lamang, Part 2 (1978)
- Kung kaya mo, kaya ko rin (1978)
- Mahal mo, mahal ko (1978)
- Nakawin natin ang bawat sandali (1978)
- Kung mangarap ka't magising (1977)
- Masarap, masakit ang umibig (1977)
- Masikip maluwang paraisong parisukat (1977)
- John & Marsha '77 (1977)
- Tisoy (1977)
- My Brother, My Wife (1977)
- Ganito kami noon... paano kayo ngayon? (1976)
- Hide and Seek sa Quiapo, Cubao at Makati (1976)
- Relaks lang mama, sagot kita (1976)
- Tatlong taong walang Diyos (1976)
- Mrs. Teresa Abad ako po si Bing (1976)
- Tag-ulan sa tag-araw (1976)
- Batu-Bato sa langit (1975)
- Kahit ang mundo'y magunaw (1975)
- Banaue (1975)
- Tinimbang ka ngunit kulang (1974)
- Kapag puso'y sinugatan